# The Hunting Party (Lost)
The Hunting Party este un episod al serialului de televiziune Lost, sezonul 2.